# Deportes Naval de Talcahuano
Deportes Naval de Talcahuano was een Chileense voetbalclub uit Talcahuano. De club speelde in de hoogste klasse van 1972 tot 1976, en van 1979 tot 1990. In 1991 werd de club ontbonden door financiële problemen. Deportes Naval was hofleverancier van de nationale ploeg die deelnam aan de Olympische Spelen 1952 in Helsinki, Finland.
In 2004 nam Club de Deportes Talcahuano de naam Naval aan. 